# 弗赖林根
弗赖林根是德国莱茵兰-普法尔茨州的一个市镇。总面积3.68平方公里，总人口703人，其中男性362人，女性341人（2011年12月31日），人口密度191人/平方公里。